# Holzheimer SG
Die Holzheimer SG (offiziell: Holzheimer Sportgemeinschaft 1920 e. V.) ist ein Sportverein aus dem Neusser Stadtteil Holzheim. Die erste Fußballmannschaft der Männer stieg 2025 in die Oberliga Niederrhein auf.

## Geschichte
Am 6. April 1920 wurde der Sportverein Holzheim gegründet, der ein reiner Fußballverein war. Im August 1920 folgte dann der Verein Concordia Holzheim, der sich der katholischen Deutschen Jugendkraft anschloss. Zehn Jahre später gründeten Mitglieder der Concordia den Turn- und Wassersportverein Holzheim (TuWa Holzheim). Im Jahre 1943 gingen der Sportverein und TuWa einen Kriegsspielgemeinschaft ein. Kurz nach dem Ende des Zweiten Weltkrieges wurde die Kriegsspielgemeinschaft wieder aufgelöst und die heutige Holzheimer Sportgemeinschaft gegründet. Der Verein bietet neben Fußball noch Kanu, Kinderturnen, Leichtathletik, Seniorensport und Volleyball an.

## Fußball

### Geschichte
Die Fußballer spielten von 1946 bis 1949 in der Bezirksklasse. Drei Jahre später gelang der Wiederaufstieg. Nach vielen Jahren im Mittelmaß der Tabelle mussten die Holzheimer 1965 wieder in die 1. Kreisklasse absteigen. 1967 ging es gar in die 2. Kreisklasse runter. Nach zwei Aufstiegen in Folge erreichten die Holzheimer 1970 wieder die Bezirksklasse. Drei Jahre später gelang erstmalige der Aufstieg in die Landesliga, die 1976 wieder nach unten verlassen werden musste. Es folgten lange Jahre in unteren Spielklassen. In den 2000er und 2010er Jahren pendelte die Mannschaft zwischen Bezirksliga und Kreisliga A, bevor 2018 der erneute Aufstieg in die Landesliga gelang. Die Holzheimer wurden nur aufgrund der schlechteren Tordifferenz Vizemeister hinter Teutonia St. Tönis, besiegten dann aber in der Relegation den TSV Eller mit 3:1. In den 2020er Jahren avancierten die Holzheimer zu einer Spitzenmannschaft der Landesliga und stiegen 2025 als Vizemeister hinter dem VfL Jüchen-Garzweiler in die Oberliga Niederrhein auf.

### Erfolge
- Aufstieg in die Oberliga Niederrhein: 2025
- Aufstieg in die Landesliga Niederrhein: 1973, 2018

## Kanu
Bekannteste Kanutin der Holzheimer SG ist Annemarie Zimmermann. Sie gewann bei den Olympischen Spielen 1964 und 1968 zusammen mit Roswitha Esser jeweils die Goldmedaille im Zweierkajak über 500 Meter. Mit ihrer Partnerin wurde sie 1963 Welt- und Europameisterin im Zweierkajak. Robert Gleinert, der seine Karriere bei der Holzheimer SG begann, wurde 2011 Weltmeister und Vizeeuropameister im Viererkajak.

## Persönlichkeiten
- Ernst Albrecht
- Josef Kokesch
- Sinan Kurt
- Maurice Pluntke
- Annemarie Zimmermann